# Descemet Membrane Endothelial Keratoplasty
Die Descemet Membrane Endothelial Keratoplasty (DMEK) beschreibt eine spezielle Form der Hornhauttransplantation, die bei Erkrankungen der Hornhaut zum Einsatz kommt, die nur das Hornhautendothel betreffen. Bei solchen Erkrankungen, wie der Fuchs-Endotheldystrophie oder der pseudophaken bullösen Keratopathie, können die erkrankten Zellen einschließlich der darunterliegenden Descemet-Membran entfernt und durch eine Descemet-Membran mit gesundem Hornhautendothel eines Spenders ersetzt werden. Vorteile dieser Operationstechnik gegenüber der konventionellen perforierenden Hornhauttransplantation, bei der nicht eine einzelne Schicht, sondern die komplette Hornhaut transplantiert wird, ist die relativ schnelle Erholung der Sehschärfe (Tage bis Wochen nach DMEK; Monate bis Jahre bei perforierender Hornhauttransplantation) und das geringere Trauma während der Operation. Die Operationstechnik der DMEK wird bisher nur in spezialisierten Zentren angeboten.

## Einzelnachweis
1. ↑  ClinicalTrials.gov: Descemet Membrane Endothelial Keratoplasty (DMEK), 2010, hier online; zuletzt eingesehen am 20. Juni 2010